# Cirenaica italiana
La Cirenaica italiana fue una colonia italiana, ubicada en la actual Libia oriental, que existió desde 1911 hasta 1934. Fue parte del territorio conquistado al Imperio otomano durante la Guerra Italo-Turca de 1911, junto a la Tripolitania italiana.
El territorio de las dos colonias se denominó a veces "Libia italiana" o África del Norte italiana (Africa Settentrionale Italiana, o ASI). Ambos nombres también se usaron después de su unificación, y la Libia italiana se convirtió en el nombre oficial de la colonia recién combinada.
En 1923, los rebeldes indígenas asociados con la Orden Senussi organizaron el movimiento de resistencia libio contra el asentamiento italiano en Libia. La rebelión fue sofocada por las fuerzas italianas en 1932, después de la llamada "campaña de pacificación", que resultó en la muerte de una cuarta parte de la población local de Cyrenaica.
En 1934, pasó a formar parte de la Libia italiana.

## Historia

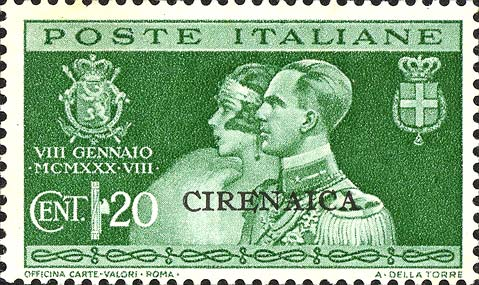
Sello de Cirenaica italiana.

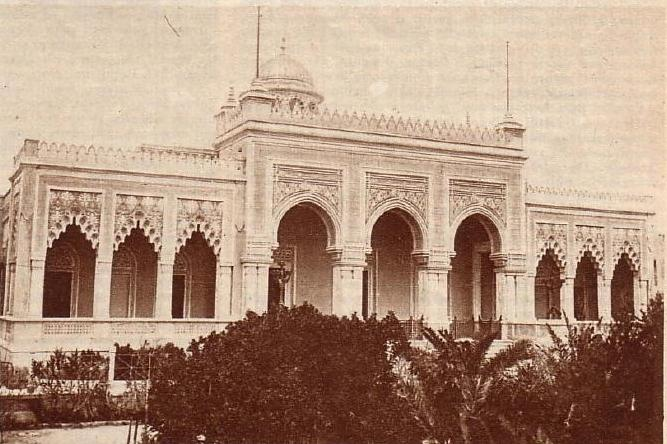
El Palazzo Littorio, más tarde llamado "Parlamento de Cyrenaica", construido en 1927.

La Cirenaica italiana y la Tripolitania italiana se formaron en 1911, durante la conquista de la Tripolitania otomana en la Guerra ítalo-turca.
En la década de 1920, Cyrenaica fue escenario de luchas entre las fuerzas coloniales italianas y los rebeldes libios que luchaban por la independencia del dominio colonial. En 1931, el líder rebelde independentista Omar Mukhtar fue capturado y ejecutado.
La Italia fascista mantuvo varios campos de concentración en el este de Libia durante la primera fase de su ocupación de ese país. La administración colonial comenzó en 1929 la deportación casi total del pueblo de Jebel Akhdar para negar a los rebeldes el apoyo de la población local.

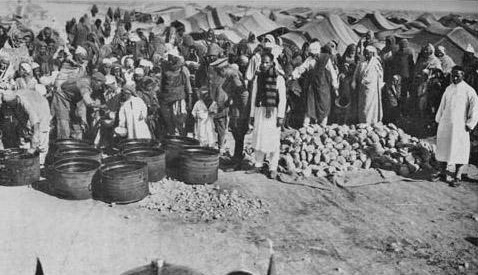
Diez mil internos fueron retenidos en el campo de concentración de El Agheila.

La migración forzada de más de 100.000 personas terminó en campos de concentración en Suluq, El Magrun, Abyar y El Agheila donde decenas de miles murieron en condiciones miserables, principalmente por epidemias como la gripe española. Los campos de concentración fueron desmantelados a partir de 1934 cuando el régimen fascista obtuvo el control total de la zona e inició una política de asimilación de la comunidad árabe local. Esta política tuvo tanto éxito que en 1940 hubo dos divisiones militares coloniales de árabes libios.
A finales de la década de 1930, Cyrenaica estaba poblada por más de 20.000 colonos italianos, principalmente alrededor de la costa. Como consecuencia, hubo un gran esfuerzo de desarrollo económico en la segunda mitad de la década de 1930.
Italia realizó inversiones masivas en la infraestructura de Libia (el propósito era desarrollar la economía en[beneficio de la Gran Italia). En Bengasi se crearon -por primera vez en la historia de Cyrenaica- las primeras instalaciones de fabricación: algunas industrias se crearon en 'Bengasi italiana' a principios de la década de 1930, que incluían procesamiento de sal, refinado de petróleo, procesamiento de alimentos, fabricación de cemento, curtido, elaboración de cerveza y pesca de esponjas y atunes. El puerto de Bengasi se amplió y cerca se creó un moderno Hospital. También se construyó un nuevo aeropuerto.
En 1934, la Cirenaica italiana y la Tripolitania italiana pasaron a formar parte de la Libia italiana.

## Demografía
A finales de la década de 1930, Cyrenaica estaba poblada por más de 20.000 colonos italianos, principalmente alrededor de la costa. Como consecuencia, hubo un gran esfuerzo de desarrollo económico en la segunda mitad de la década de 1930.
Inicialmente, el objetivo italiano era llevar a la población local a las tierras marginales del interior y reasentar a la población italiana en las tierras más fértiles de Libia, pero desde 1938 el nuevo gobernador Italo Balbo cambió esta política para obtener la aprobación del gobierno. población nativa Sin embargo, los italianos no proporcionaron a los libios una educación adecuada hasta Balbo: la población italiana (alrededor del 15% de la población total) tenía 81 escuelas primarias en 1938, mientras que los libios (más del 75% de la población total) tenía 97.
En Cirenaica se fundaron -para los colonos italianos- las aldeas rurales de Baracca, Maddalena, Oberdan, D'Annunzio y Battisti en 1938, sucesivamente Mameli y Filzi en 1939. Para las familias libias (que contribuyeron con muchos soldados enrolados en las dos italianas) Divisiones libias: La 1ª división libia Sibelle y la 2ª división libia Pescatori) se crearon en Cyrenaica en las aldeas de Gedida-Nuova, Nahida-Risorta, Zahra-Fiorita y el-Fager-Alba.

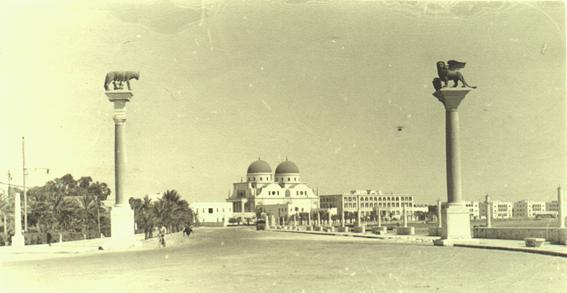
Panorama de Bengasi italiano con la catedral católica conectada a la Via Vittoria y las dos columnas con el León de Venecia y el Lobo Capitolino.

## Infraestructura

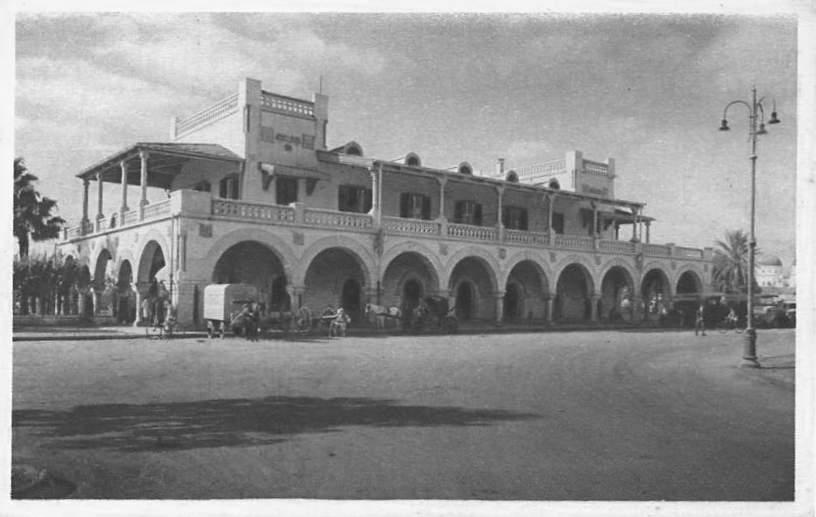
Estación de tren de Bengasi en 1930.

Los italianos implementaron importantes proyectos de infraestructura en la Cirenaica italiana, principalmente en la década de 1930; los más importantes fueron la carretera costera entre Trípoli y Bengasi, los ferrocarriles Bengasi-Barce y Bengasi-Soluch y la ampliación del puerto de Bengasi.
Un grupo de pueblos con todas las comunicaciones (e infraestructuras) necesarias para italianos y libios se establecieron en la costa de Cyrenaica durante la década de 1930.

## Principales desarrollos militares y políticos
• 1911: inicio de la guerra italo-turca. Conquista italiana de Tobruk, Derna y Bengasi.
• 1912: Tratado de Lausana pone fin a la guerra ítalo-turca. El imperio otomano cedió Tripolitania y Cyrenaica.
• 1917-21: Una serie de acuerdos (firmados en Acroma, Ar Rajma, Bu Mariam respectivamente) entre italianos y Senussis, liderados por Sayyid Idris, dieron como resultado el aplazamiento del conflicto.
• 1923: el gobernador italiano, Luigi Bongiovanni, declara la cancelación de los tratados con Senussis, y las fuerzas italianas ocupan Ajdabiya, capital del emirato de Senussi, iniciando la reconquista de Cyrenaica. Comienza la resistencia senussi dirigida por Omar Mukhtar.
• 1925: El tratado ítalo-egipcio define la frontera entre Cirenaica (más tarde Libia) y Egipto.
• 1926: conquista de Al-Jaghbub.
• Invierno de 1927-8: El lanzamiento de las "operaciones de la 29ª línea paralela", como resultado de la coordinación entre los gobiernos de Tripolitania y Cyrenaica, condujo a la conquista del golfo de Sidra y unió las dos colonias. 
• 1929: Pietro Badoglio se convierte en un gobernador único de Tripolitania y Cyrenaica. Comienzo de las conversaciones de Sidi Rhuma con Omar Mukhtar, pero finalmente fracasaron. 
• 1931: Ocupación de los oasis de Kufra, construcción del alambre de púas en la frontera libio-egipcia, captura y ejecución de Omar Mukhtar.
• 1932: Badoglio declara el fin de la resistencia libia. 
• 1934: Cyrenaica se incorpora a la Colonia de Libia.